# Schlumbergera × buckleyi
A Schlumbergera × buckleyi a Schlumbergera truncata és a Schlumbergera russelliana fajok hibridje. Széles körben elterjedt kultúrnövény, de vadon, spontán hibridizálódásból is előfordulhat, ahol a szülőfajoknak átfedő az elterjedése.

## Elterjedése
Előfordulása nem bizonyított, de valószínűsíthető azon a területen, ahol mindkét szülőfaja együtt fordul elő Brazíliában (a Serra dos Orgos hegység területén).

## Jellemzői
A hajtásrendszer bókoló, a szárszegmensek hasonlóak a Schlumbergera russelliana fajéhoz, de nagyobbak annál. A szegmensek széle hullámos, fogak nem alakulnak ki. Virágai a terminális szegmensen alakulnak ki, az északi félgömbön karácsony idején. Virágai aktinomorfak, a szirmok ciklámenszínűek, pollenje szintén rózsaszínű. A pericarpium 4 bordás.
Széles körben elterjedt kultúrnövény, hatalmas tövei gyakoriak és könnyen nevelhetőek amatőrök által is, aminek révén rendkívüli népszerűségre tett szert. Virágzási periódusa a Schlumbergera truncata fajhoz egy kicsit később, Magyarországon december végén-január elején van, aminek elterjedt nevét (’karácsonyi kaktusz’) is köszönheti. A napjainkban kertészetek által nagy számban szaporított Schlumbergera truncata korábban, november végén-december elején virágzik, angolszász nyelvterületen ’thanksgivig cactus’ a megnevezése, míg a Schlumbergera × buckleyi-t hívják ’christmas cactus’-nak
|  |  |